# Strażnica WOP Miłoszów
Strażnica Wojsk Ochrony Pogranicza Świecie/Miłoszów – zlikwidowany podstawowy pododdział Wojsk Ochrony Pogranicza pełniący służbę graniczną na granicy polsko-czechosłowackiej.
Strażnica Straży Granicznej w Miłoszowie – zlikwidowana graniczna jednostka organizacyjna Straży Granicznej realizująca zadania bezpośrednio w ochronie granicy państwowej z Czechosłowacją/Republiką Czeską.

## Formowanie i zmiany organizacyjne

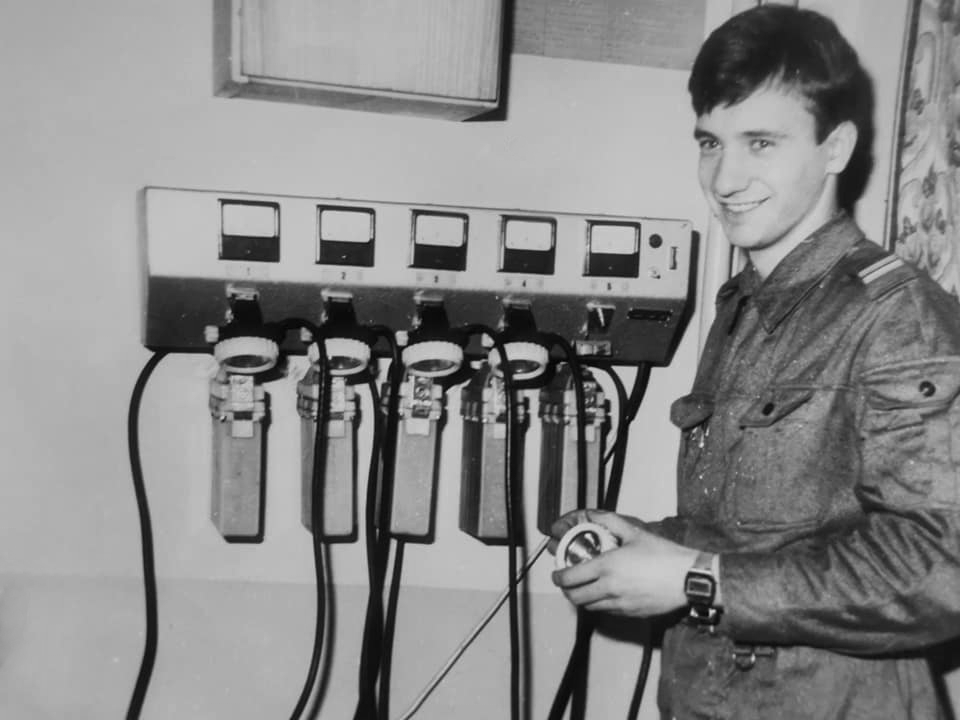
Podoficer łączności strażnicy WOP Miłoszów przy bazie ładowania lamp Rc 12 (1987)

Strażnica została sformowana w 1945 w strukturze 2 komendy odcinka Leśna jako 8 strażnica WOP (Schwerta) o stanie 56 żołnierzy. Kierownictwo strażnicy stanowili: komendant strażnicy, zastępca komendanta do spraw polityczno-wychowawczych i zastępca do spraw zwiadu. Strażnica składała się z dwóch drużyn strzeleckich, drużyny fizylierów, drużyny łączności i gospodarczej. Etat przewidywał także instruktora do tresury psów służbowych oraz instruktora sanitarnego. W 1947 została przeformowana na strażnicę III kategorii – 31 wojskowych.
W związku z reorganizacją oddziałów WOP, 24 kwietnia 1948 8 strażnica OP Miłoszów została włączona w struktury 14 batalionu Ochrony Pogranicza, a 1 stycznia 1951 82 batalionu WOP w Leśnej.
Od 15 marca 1954 wprowadzono nową numerację strażnic, a strażnica WOP Miłoszów III kategorii otrzymała nr 10 w skali kraju. W 1956 rozpoczęto numerowanie strażnic na poziomie brygady. Strażnica III kategorii Miłoszów była 10. w 8 Brygadzie Wojsk Ochrony Pogranicza. W 1960, po kolejnej zmianie numeracji, strażnica posiadała numer 20 i zakwalifikowana była do kategorii III w 8 Łużyckiej Brygadzie WOP . W 1964 strażnica WOP nr 19 Miłoszów uzyskała status strażnicy lądowej, podlegała bezpośrednio dowództwu brygady i zaliczona została do III kategorii.
Straż Graniczna:
Po rozwiązaniu w 1991 Wojska Ochrony Pogranicza, strażnica w Miłoszowie weszła w podporządkowanie Łużyckiego Oddziału Straży Granicznej i przyjęła nazwę Strażnica Straży Granicznej w Miłoszowie (Strażnica SG w Miłoszowie).

## Ochrona granicy
W ochronie granicy dowódcy strażnicy ściśle współpracowali ze swoimi odpowiednikami tj. naczelnikami placówek OSH (Ochrana Statnich Hranic) CSRS.
Straż Graniczna:
W ochronie granicy komendanci strażnicy ściśle współdziałali w zabezpieczeniu granicy państwowej z placówkami po stronie czeskiej cizinecké policie RCPP.
19 lutego 1996 na odcinku strażnicy zostało uruchomione przejście graniczne małego ruchu granicznego (mrg), w którym kontrolę graniczną i celną osób, towarów oraz środków transportu wykonywała załoga strażnicy:
- Miłoszów-Srbská.

## Wydarzenia
- 1968 – 9 listopada trzech uzbrojonych obywateli Czechosłowacji w obawie przed odpowiedzialnością karną za włamania i rozbój nielegalnie przekroczyło granicę państwową przedostając się do Polski na odcinku strażnicy WOP Miłoszów. Sprawców ujawniła harcerka uczennica szkoły podstawowej w  Świeciu, która zetknąwszy się na drodze z ww. osobnikami usłyszała rozmowę w języku czeskim. Natychmiast powiadomiła strażnicę i udała się w pościg z przybyłymi żołnierzami. Przestępców granicznych wkrótce zatrzymano[14].
- 1976 – wycofano z granicy rowery, zastępując je motocyklami małolitrażowymi; WSK-175 dla kadry i WSK-125 dla żołnierzy służby zasadniczej (5–13 motocykli w zależności od obsady i na jakiej granicy). Wyposażone w łączność radiową motocykle stały się podstawowym środkiem transportu w służbie patrolowej i rozpoznawczej[15].

## Strażnice sąsiednie
- 7 strażnica WOP Bad-Schwarzbach – 9 strażnica WOP Kupper – 1946[2]
- 7 strażnica OP Pobiedna – 8a strażnica OP Grabiszyce Górne – 21.12.1949[16]
- 9 strażnica WOP Pobiedna II kat. – 11 strażnica WOP Grabiszyce Górne III kat. – 15.03.1954[9]
- 9 strażnica WOP Pobiedna II kat. – 11 strażnica WOP Grabiszyce Górne III kat. – 1956[10]
- 21 strażnica WOP Pobiedna III kat. – 19 strażnica WOP Grabiszyce IV kat. – 31.12.1959[11]
- 20 strażnica WOP Pobiedna lądowa III kat. – 18 strażnica WOP Grabiszyce lądowa IV kat. – 1.01.1964[12]

Straż Graniczna:
- Strażnica SG w Pobiednej – Strażnica SG w Zawidowie – 16.05.1991[13].

## Komendanci/dowódcy strażnicy
- ppor. Zbigniew Kałamasz (był w 10.1946)[e]
- por. Kazimierz Dobosz (od 1947)
- chor. Michał Lewicki (do 1952)
- ppor. Bronisław Stryjek (od 1952)
- por. Jan Toma (1983–1987).